# Schloss Naumburg (Nidderau)

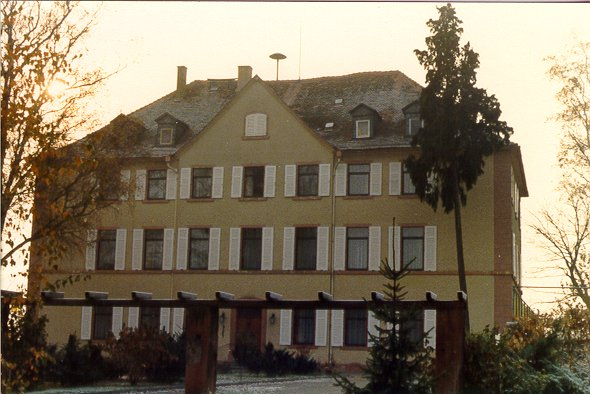
Das Schloss 1980

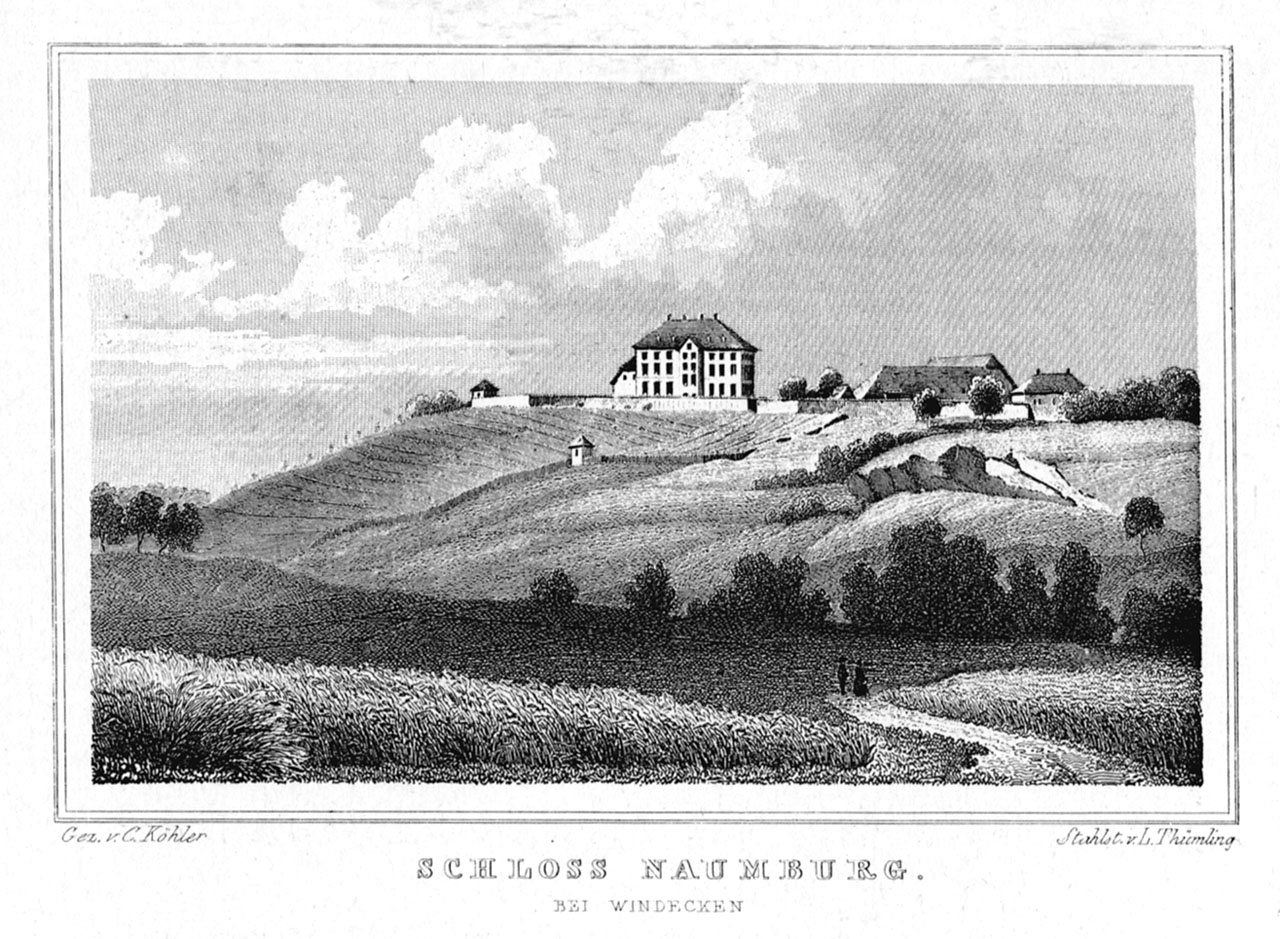
Ein Stahlstich von 1850 zeigt noch den unbewaldeten Berg sowie die Terrassen des Weinberges der Naumburg.

Das Schloss Naumburg ist ein aus einem ehemaligen Benediktinerkloster hervorgegangenes Schloss südlich von Erbstadt, einem Stadtteil Nidderaus, im Main-Kinzig-Kreis in Hessen.

## Geographie

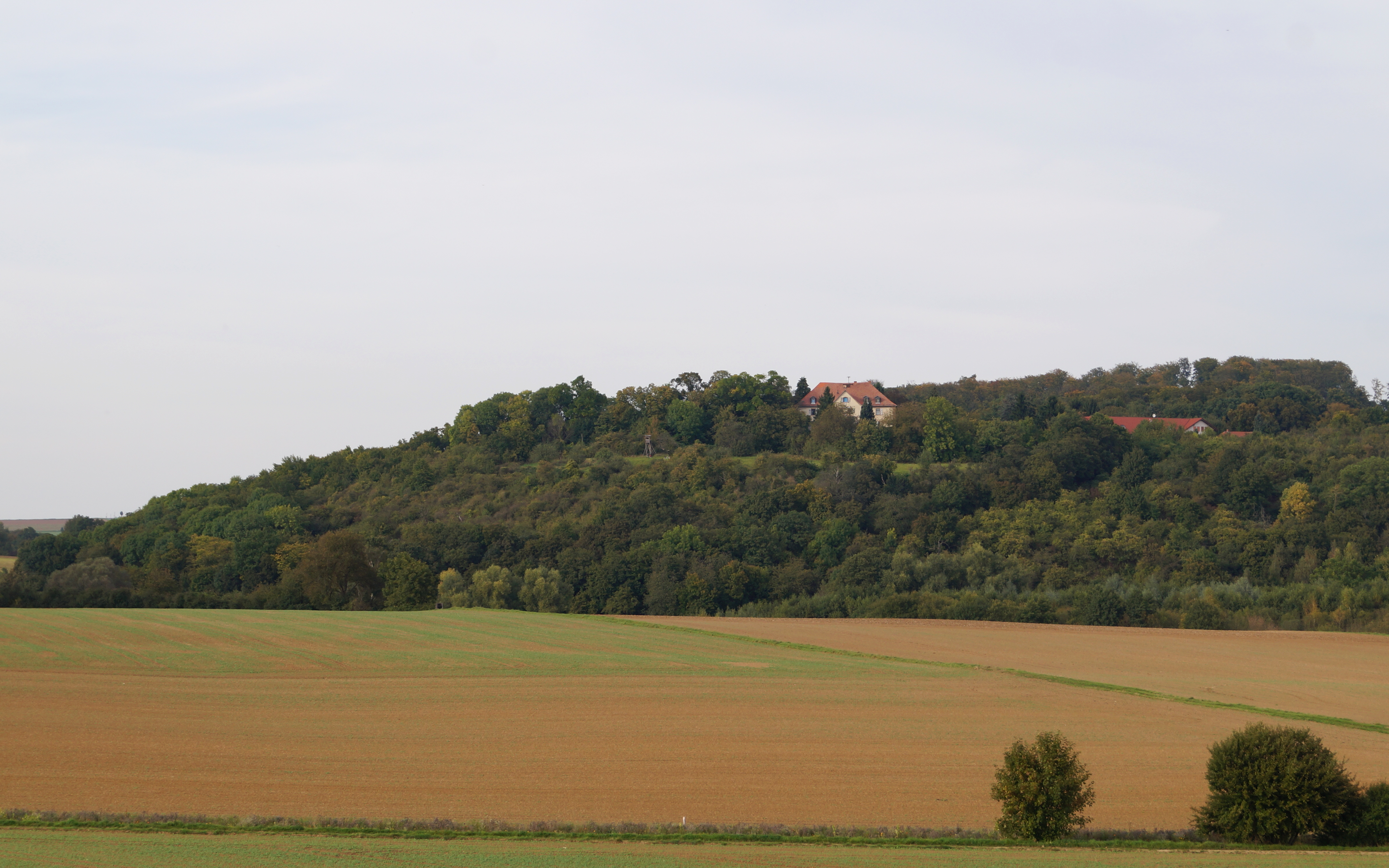
Das Gebäude ist von hohen Bäumen verdeckt

Das Schloss steht auf einer Anhöhe in der Wetterau, am nordöstlichen Rand des Rhein-Main-Gebiets, nördlich von Frankfurt am Main, östlich des Taunus und südwestlich des Vogelsbergs. Es liegt somit in einer alten Kulturlandschaft, die auch vor- und frühgeschichtliche Besiedlungsspuren aufweist. In unmittelbarer Nähe befand sich ein römischer Gutshof (Villa rustica).

## Geschichte

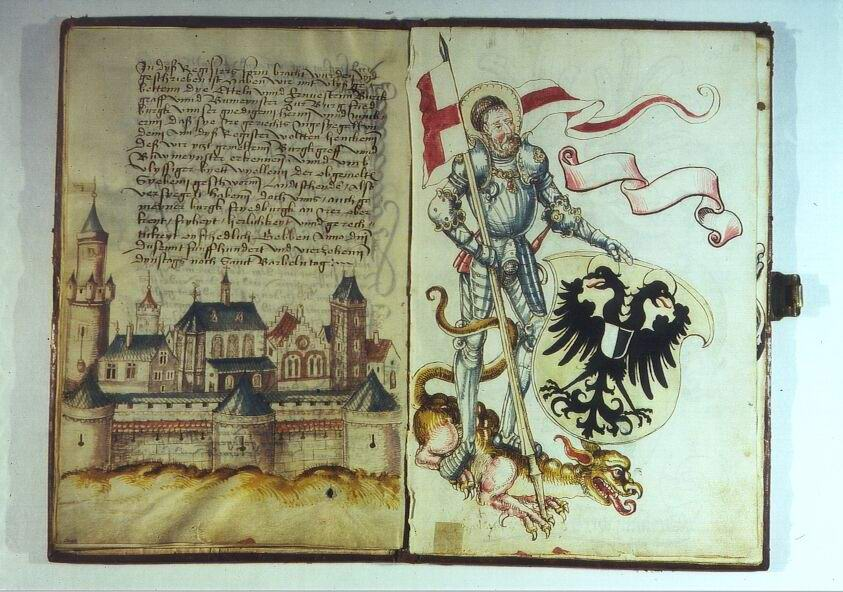
Salbuch des Klosters Naumburg, Urkundentext

### Kloster
Erstmals erwähnt wird das Cyriacuskloster Naumburg im Jahre 1035 als castello Nuwenburg. Später war es dem Heiligen Kreuz geweiht. Heinrich IV. schenkte 1086 den Besitz Rüdiger Huzmann, Bischof von Speyer. Sein Nachfolger, Günther von Henneberg, übertrug die zu diesem Zeitpunkt bereits bestehende Benediktiner-Propstei 1149 dem Kloster Limburg a. d. Haardt.
Die Mönche des Klosters kamen in der Regel aus Adelsfamilien der Wetterau. Das Kloster hatte so eine gute materielle Ausstattung. Herausragende Reliquie war ein Splitter aus dem Holz des Kreuzes Christi. Im Deutschen Reich gehörte das Kloster zum Freigericht Kaichen.
Seit dem 13. Jahrhundert lag die Vogtei über das Kloster bei den Herren und Grafen von Hanau. Seit 1354 konnten sie bei einem Aufenthalt dort freie Verpflegung und Unterkunft beanspruchen. Mehrfach wurde in Kriegszeiten das Archiv des Klosters in einer Burg der Herren und Grafen von Hanau gesichert und der Hanauer Graf schlichtete Streitigkeiten zwischen dem Kloster und seinen Nachbarn.
Der Zerstörung der Anlage in den Wirren des Landshuter Erbfolgekrieges folgte ein Wiederaufbau im Jahre 1505, nicht mehr durch das Kloster Limburg a. d. Haardt, sondern durch das Kloster Seligenstadt, das in der Folge auch die geistliche Hoheit über Naumburg beanspruchte.
Aus dem Jahr 1514 ist ein reich bebildertes Buch im Hessischen Staatsarchiv Marburg erhalten, das Salbuch des Klosters Naumburg. Es wurde erstellt anlässlich der Ausmessung und Aussteinung des Klosterbesitzes im Freigericht und enthält Darstellungen des Ereignisses, der Reichsburg Friedberg, verschiedener Heiliger, Wappen des Friedberger Burggrafen und verschiedener Burgmannen als Zeugen sowie des Klosters Naumburg. Zur gleichen Zeit aber befand sich das Ordensleben in Naumburg bereits in fortgeschrittenem Verfall: Die Mönche feierten keinen Gottesdienst mehr und hielten auch kein Stundengebet mehr ab, sondern trieben „nichts denn Fressen, Saufen, Spiel und Huren“, wie ein Zeitgenosse klagte. Der Verfall des Klosterlebens wird in der Einleitung der Fabel Von einem Müller und Esel von Erasmus Alberus erwähnt, die in der Hainmühle unterhalb der Naumburg angesiedelt ist, allerdings mit einem guten Schuss protestantischer Polemik.

### Kellerei Naumburg
Der Niedergang des Klosters führte dazu, dass es zunächst 1561 von der Grafschaft Hanau-Münzenberg gekauft wurde. Kurz darauf wurde die Naumburg zum Schauplatz der Naumburger Fehde, einer Auseinandersetzung zwischen der Grafschaft Hanau-Münzenberg und der Burggrafschaft. Die Hanauer Grafen führten das Anwesen als Gutsbetrieb weiter, bis es 1642 als Pfand für die Kosten der Entsatzes der Festung Hanau (1636) an die Landgrafschaft Hessen-Kassel gelangte.

### Privatisierung

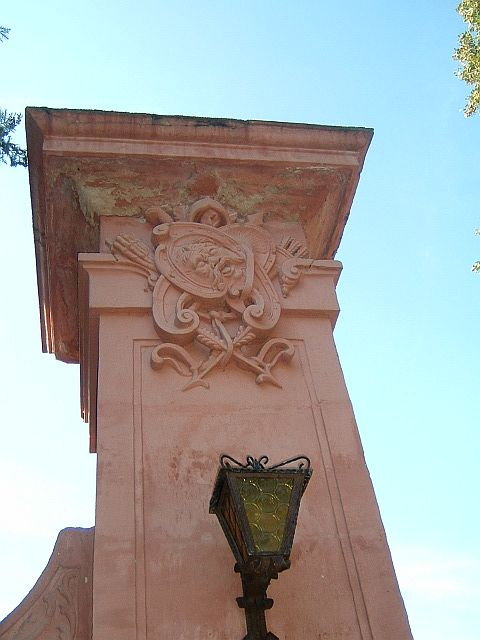
Linkes Säulenrelief im Eingangsbereich

Prinz Georg von Hessen-Kassel kaufte die ehemalige Klosteranlage, ließ sie abreißen und errichtete in den Jahren 1750 bis 1754 ein Jagdschloss. Aus dieser Zeit stammt auch das reich verzierte Eingangsportal.
Nach dem Untergang des kurhessischen Staates im Deutsch-Österreichischen Krieg 1866 fiel auch die Naumburg an Preußen. Die Anlage wurde von der Gemeinde Erbstadt erworben und 1882 weiter in private Hände verkauft. In der Folge wechselten Eigentümer und Nutzung des Schlosses mehrmals. In den Jahren des Nationalsozialismus diente das Schloss 1938 als Landjahrlager. Seit 1949 wurde die Anlage in unterschiedlicher Trägerschaft bis 1972 als Altenheim genutzt.
1973 kaufte die Arbeitsgemeinschaft der Christengemeinden Deutschlands (ACD) (heute: Bund Freikirchlicher Pfingstgemeinden) das Schloss und richtete dort eine Tagungs- und Begegnungsstätte ein. In Schloss Naumburg fand 1981 das „1. Nationale Trainingscamp (NTC)“ der christlichen Pfadfinderschaft Royal Rangers (RR) statt. Dieses gilt als der offizielle Startschuss für die RR-Arbeit in Deutschland. Außerdem beherbergte das Schloss Ende der 1980er bis Anfang der 1990er Jahre die „Schule für Jüngerschaft und missionarische Gemeindedienste - Evangelium Offensiv (EO)“.
Seit 1997 hat Ingrid Schiener das Anwesen umgebaut. Von 1997 bis 2002 gab es dort ein Café namens „Café Provisorisch“.
Schloss Naumburg befindet sich heute wieder in Privatbesitz. Das Schlossgebäude ist nahezu unbewohnbar und in seinem Bestand gefährdet. Führungen durch das Schloss finden nicht statt, eine Besichtigung ist nicht möglich. Am Eingangstor befindet sich lediglich eine Tafel mit wichtigen Daten dieses Gebäudes.

### Stiller Verfall

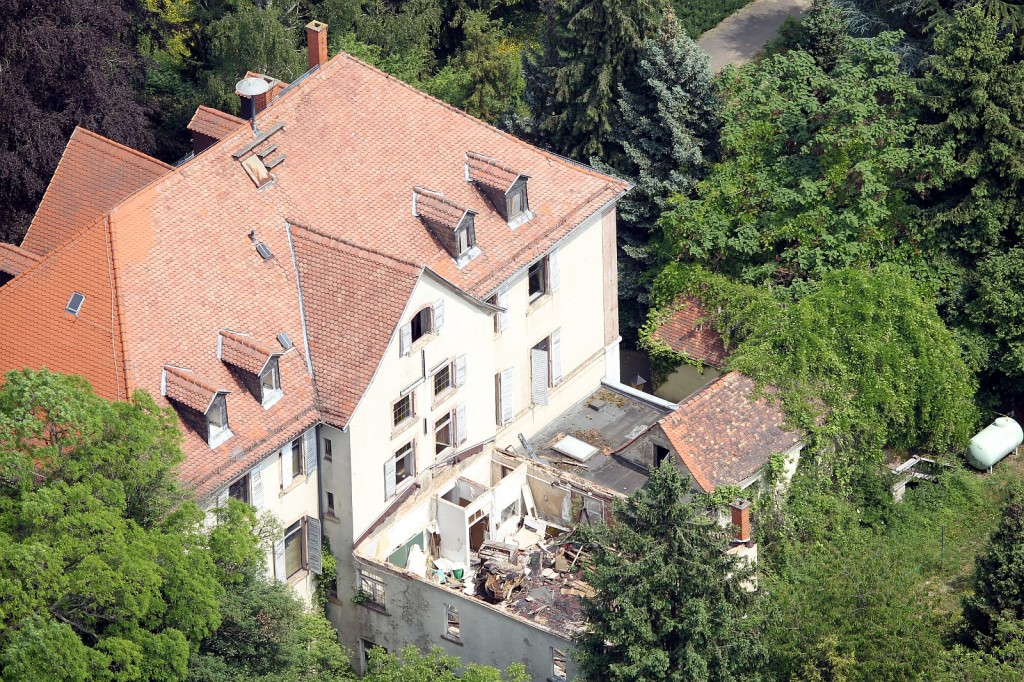
Luftaufnahme Schloss Naumburg im Jahre 2011

Das einstmals gepflegte Anwesen verfällt zusehends, wie eine Luftaufnahme aus dem Jahr 2011 belegt. Offenstehende Fenster und ein eingefallener Dachstuhl geben der Natur freien Weg, sich das Gebäudeareal zurückzuerobern. Das Gelände rund um die Naumburg wird immer mehr als illegale Müllentsorgungsstelle genutzt.
Seitens der jetzigen Besitzerin werden keinerlei Maßnahmen getroffen, das historische Gebäude vor dem Verfall zu schützen oder gar zu restaurieren.
Die Naumburg wird als Lager von alten Möbeln und Trödel benutzt, die aus Haushaltsauflösungen stammen.